# Valerij Andrijcev
Valerij Oleksandrovyč Andrijcev (* 27. února 1987) je ukrajinský zápasník–volnostylař, olympijský medailista z roku 2012.

## Sportovní kariéra
Vyrůstal v Malynu, kde začal zápasit v 9 letech pod vedením Anatolije Zadorožného. Připravuje se v Kyjevě v policejním tréninkovém středisku Dynamo pod vedením Ihora Malynského. Specializuje se na volný styl. V roce 2009 nahradil ve váze do 96 kg na pozici reprezentační jedničky zraněného Georgije Tybylova. V olympijském roce 2012 pozici uhájil před chmelnyckým Pavlo Olijnykem a osetským Alenem Zasejevem a startoval na olympijských hrách v Londýně. Ve čtvrtfinále vyřadil favorizovaného reprezentanta Ázerbájdžánu Chetaga Gozjumova ve třech setech v poměru 2:1 a v semifinále ho čekal úřadující mistr světa Íránec Rezá Jazdání. Hned v úvodní minutě prvního setu se íránský soupeř vážně zranil a vzdal. Ve finále proti Američanu Jaku Varnerovi nezachytil v úvodní minutě prvního setu poraz se záběrem nohy za jeden bod a do konce hrací doby náskok nesmazal. Ve druhém setu pustil v první minutě Varnera přítrhem za svá záda za jeden bod a bodový rozdíl do konce druhého setu nesmazal. Po prohře 0:2 na sety získal stříbrnou olympijskou medaili.
Od roku 2013 sváděl tvrdé nominační boje s Pavlo Olijnykem, kterého v roce 2016 v ukrajinské olympijské nominaci porazil a startoval na olympijských hrách v Riu. V Riu ho čekala od úvodního kola severokavkazská horská cesta. V úvodním kole vyřadil favorizovaného ruského Čečence Anzora Boltukajeva 8:5 na technické body a ve čtvrtfinále porazil Inguše Magomeda Musajeva v barvách Kyrgyzstánu 5:2 na technické body. V semifinále mu vrátil s úroky londýnskou porážku z před čtyř let Oset Chetag Gozjumov reprezentující Ázerbájdžán. V souboji o třetí místo nastoupil proti Avaru Magomedu Ibragimovovi v barvách Uzbekistánu. Napínavý souboj o olympijskou medaili, ve kterém se bodové skóre přelévalo po celou šestiminutovou hrací dobu z jedné strany na druhou, prohrál 4:6 na technické body a obsadil dělené 5. místo. Po olympijských hrách v listopadu se podropil operaci kolene a vynechal sezonu 2017.

## Výsledky
| Olympijské hry     |    | — |     |     |   | 2. |   |    |    | 5. |   |   |     |  |  |  |  |  |  |  |  |
| Mistrovství světa  | —  |   | úč. | úč. | — |    | — | 3. | —  |    | — | — | úč. |  |  |  |  |  |  |  |  |
| Evropské hry       |    |   |     |     |   |    |   |    | 3. |    |   |   | —   |  |  |  |  |  |  |  |  |
| Mistrovství Evropy | —  | — | —   | —   | — | 2. | — | —  | 3. | 5. | — | — | —   |  |  |  |  |  |  |  |  |
| MS juniorů         | 1. |   |     |     |   |    |   |    |    |    |   |   |     |  |  |  |  |  |  |  |  |
| ME juniorů         | 1. |   |     |     |   |    |   |    |    |    |   |   |     |  |  |  |  |  |  |  |  |